# Hydrophorus
Hydrophorus is een vliegengeslacht uit de familie van de slankpootvliegen (Dolichopodidae).

## Soorten
- H. aestuum Loew, 1869
- H. agalma Wheeler, 1899
- H. albiceps Frey, 1915
- H. alboflorens (Walker, 1849)
- H. albosignatus Ringdahl, 1919
- H. algens Wheeler, 1899
- H. alpinus Wahlberg, 1844
- H. altivagus Aldrich, 1911
- H. amplectens Aldrich, 1911
- H. ampullaceus Van Duzee, 1924
- H. angustifacies Hurley, 1985
- H. aquatilis Aldrich, 1922
- H. arnaudi Hurley, 1985
- H. balticus (Meigen, 1824)
- H. bipunctatus (Lehmann, 1822)
- H. borealis Loew, 1857
- H. bovatus Hurley, 1985
- H. brevicauda Van Duzee, 1923
- H. breviseta (Thomson, 1869)
- H. brunnicosus Loew, 1857
- H. callostomus Loew, 1857
- H. canescens (Wheeler, 1896)
- H. canities Van Duzee, 1923
- H. claripennis Van Duzee, 1924
- H. chrysologus (Walker, 1849)
- H. dioktes Hurley, 1985
- H. dreisbachi (Harmston and Knowlton, 1963)
- H. eldoradensis Wheeler, 1899
- H. extrarius Aldrich, 1911
- H. ferruginus Hurley, 1985
- H. flavihirtus Van Duzee, 1923
- H. flavipennis Van Duzee, 1926
- H. freyi Stora, 1954
- H. fumipennis Van Duzee, 1921
- H. geminus Frey, 1915
- H. glaber (Walker, 1849)
- H. harmstoni Hurley, 1985
- H. hesperius Hurley, 1985
- H. hirpicifer Hurley, 1985
- H. innotatus Loew, 1864
- H. kolensis Parent, 1934
- H. litoreus Fallen, 1823

- H. maculipennis Van Duzee, 1926
- H. magdalenae Wheeler, 1899
- H. manicatus Collin, 1935
- H. minimus Van Duzee, 1924
- H. myllomerus Hurley, 1985
- H. nebulosus Fallen, 1823
- H. norvegicus Ringdahl, 1928
- H. oceanus (Macquart, 1838)
- H. parvus Loew, 1862
- H. pectinatus Gerstacker, 1864
- H. pectinipes Van Duzee, 1923
- H. pensus Aldrich, 1911
- H. phaeopteryx Hurley, 1985
- H. phalarus Hurley, 1985
- H. philombrius Wheeler, 1890
- H. phoca Aldrich, 1911
- H. pilipes Frey, 1915
- H. pilitarsis Malloch, 1919
- H. plautus Hurley, 1985
- H. ponojensis Frey, 1915
- H. praecox (Lehmann, 1822)
- H. rhionopous Hurley, 1985
- H. rogenhoferi Mik, 1874
- H. rufibarbis Gerstacker, 1864
- H. rufinasutus Parent, 1925
- H. signifer Coquillett, 1899
- H. signiferus Coquillett, 1899
- H. sodalis Wheeler, 1899
- H. trichaspis Hurley, 1985
- H. viridifacies Van Duzee, 1923
- H. viridis (Meigen, 1824)
- H. wahlgreni Frey, 1915